# Liste des princes de Sabachidzo
Cette liste présente la série des princes de la famille Abachidzé ou Abaschidzé qui régnèrent sur la petite principauté géorgienne du Sabachidzo, nommée ainsi en l'honneur de la famille régnante.

## Princes semi-légendaires
- v.1420 : Abasch Ier
- v.1488 : Taqa Ier
- v.1510 : Abasch II
- v.1510-1550 : Shermazan Ier
- v.1600 : Ghonéna Ier

## Liste des princes (Abachidze-Tavadebi)
- vers 1600-1658 : Paata Ier Abachidzé fils de Ghonéna Ier
- 1658-1684 : Paata II Abachidzé, fils aîné du précédent
- 1684-v.1720 : Zourab Abachidzé, fils du précédent
  - 1702-1722 : Georges Abachidzé, second fils de Paata Ier; également Roi de l'Iméréthie sous le nom de Georges VI
  - 1722-1723 : Paata III Abachidzé, fils aîné du précédent; règne hypothétique
- v.1720-1746 : Zaal Ier fils de Zourab Ier
- V.1746-1775 : Jean Ier son fils
- 1775-? : David Ier son fils
- ?-1810 : Simon Ier son fils
- 1810 : Annexion par la Russie

## Prétendants au trône
- 1723 - 1742 : Paata (III) Abachidzé, fils Georges Abaschidzé dernier prince souverain
- 1742 - 17?? : Paata (IV) Abachidzé, fils du précédent
- 17?? - 1757 : Levan Abachidzé, fils Georges Abaschidzé régent d'Iméréthie entre 1707 et 1725.
- 1757 - 1805 : Kaï Khosro Ier Abachidzé, fils du précédent
- 1805 - 1822 : Jean Abachidzé, fils du précédent
- 1822 - 18?? : Georges Abachidzé, fils de Kaïkhosro
- 18?? - 1873 : Kaïkhosro (II) Abachidzé, fils du précédent
- 1873 - 1891 : Simon Abashidze-Gorlenko, fils du précédent

## Sources
- Cyrille Toumanoff, Les dynasties de la Caucasie chrétienne de l'Antiquité jusqu'au XIXe siècle : Tables généalogiques et chronologiques, Rome, 1990, p. 408-412 et 534.